# لغة نفوسي
الشلحة أو الجربي أو النفوسي لغة أمازيغية من اللغات الأفريقية الآسيوية. يتحدث بها القليل من سكان جنوب تونس وغرب ليبيا . وتوجد في تونس لهجتان: اللهجة الجربية أو قلالي (في جربة) واللهجة الدوينية. في ليبيا توجد لهجة زوارة. يجب عدم الخلط بين هذه اللغة ولهجة تاشلحيت الأمازيغية المغربية.